# Сражението с котката
„Сражението с котката“ (на английски: Tomcat Combat) е американски анимационен филм от 1959 година, създаден от Уолтър Ланц като част от поредицата за Уди Кълвача.

## Сюжет
Филбърт, голям и гладен котарак, вижда Уди и започва да го преследва. Уди побягва надолу и нагоре по дървото, след това по покрива, надолу през комина, изскача през прозореца, прескача оградата и когато мисли, че е избягал, попада в лапите на котарака. Филбърт се приготвя да вечеря вкусно и обилно с кълвача, когато получава удар в главата с чук. Обръщайки се внимателно, той вижда държащият вестник полицай Уилоуби, в който пише, че кълвачите са защитени от закона. Той принуждава Филбърт да се извини на Уди и да му обещае, че повече няма да се опитва да го изяде. Котаракът гали Уди по главата докато полицаят се отдалечава. Тогава отново започва да го преследва. На няколко пъти Уилоуби отървава кожата на Уди. Накрая кълвача се скрива в приют за кучета, последван от котарака. Филбърт избягва от приюта през прозореца, след като е отнесъл голям пердах от озлобените кучета, и попада в кофа за боклук. Уди връзва с въже кофата за изпитателна космическа ракета и изпраща Филбърт на Марс.

## В ролите
Персонажите във филма са озвучени с гласовете на:
- Грейс Стафорд като Уди Кълвача
- Доус Бътлър като Филбърт